# Ковтун, Николай Иванович
Николай Иванович Ковтун (14 мая 1915, Харбин, Хэйлунцзян — 14 ноября 1981, Москва) — советский легкоатлет, специализировавшийся в прыжках в высоту и в тройном прыжке. Чемпион СССР 1936 года в тройном прыжке и бронзовый призёр в прыжках в высоту. Чемпион ВЦСПС в прыжках в высоту и в тройном прыжке. Рекордсмен СССР в прыжках в высоту (1936—1955) и в тройном прыжке (1936—1959). Репрессирован в 1937—1947 годах. Реабилитирован в 1956 году.

## Биография
Родился Ковтун 14 мая 1915 года в Харбине в семье работников Китайско-Восточной железной дороги. Отец пропал без вести во время Первой мировой войны, воспитанием занимались бабушка и дедушка. В 1935 году семья переехала в Армавир. В 1936 году поступил учиться в Московский институт физкультуры.
Работал лаборантом в институте физкультуры на кафедре футбола, позднее заведовал легкоатлетическим манежем.
Умер 14 ноября 1981 года. Похоронен на Николо-Архангельском кладбище.

## Спортивная карьера
Первые выступления Ковтуна проходили на турнире воспитанников детских домов, где спортсмен показал результат 1,80 метра. В июле 1936 года Ковтун побил рекорд страны в прыжках в высоту (1,94 метра) и в тройном прыжке (14, 66 метров). 17 июля 1937 года на турнире «Мастера — детям» Ковтун последовательно прыгнул на 1,96 и 2,01 метра, став первым советским прыгуном, взявшим планку на высоте два метра.
Играл за волейбольный клуб железнодорожников (Хабаровск, 1932—1935).

## Репрессия
23 октября 1937 года спортсмена обвинили в шпионаже в пользу Японии. У Ковтуна отобрали награды и приговорили к десяти годам ссылки. Жена легкоатлета, Евгения Прокофьевна, не отказалась от мужа и разделила с ним его судьбу. Работал на Северо-Печорской магистрали. Вернувшись в Москву в 1947 году, он был выслан в посёлок Северное Новосибирской области на следующий год (по другим данным — через три года), где жил с женой и сыном до реабилитации 1956 года.